# Molló Puntaire
La Molló Puntaire és una muntanya de 727 metres situada a la Serralada Prelitoral al Baix Camp.
Al cim podem trobar-hi un vèrtex geodèsic (referència 257145001)
Aquest cim està inclòs al llistat dels 100 cims de la FEEC.